# Hudson Pacemaker
Der Hudson Pacemaker war ein PKW der Hudson Motor Car Co., der im Modelljahr 1933 hergestellt wurde und – wie der Greater Eight des Vorjahres – zu den Serien T und L gehörte. Der Name „Pacemaker“ (dt.: Tempomacher) wurde von den Vorjahresmodellen der Konzernmarke Essex übernommen. Im Modelljahr 1939 lebte der Name nochmals auf, diesmal für einen intern Serie 91 genannten Nachfolger des Terraplane, einer weiteren Marke im Konzern. Daneben gab es mit gleicher Technik noch den besser ausgestatteten Hudson Six. Nach dem Zweiten Weltkrieg gab es 1950 wieder einen Hudson Pacemaker, der als Serie 500 / 50A die kleinste Hudson-Baureihe darstellte und bis 1952 im Programm blieb.

## Modellreihen

### 1933
Die Pacemaker wurden auf Fahrgestellen mit 3023 mm (Serie T) oder 3353 mm (Serie L) Radstand gebaut. Die Wagen entsprachen in Design und Technik im Wesentlichen den Vorjahresmodellen Greater Eight. Der Kühlergrill war allerdings leicht nach hinten geneigt und die vorderen Kotflügel hatten eine andere Linie. Das Modell auf dem kurzen Fahrgestell erhielt den Zusatz „Standard Eight“ und war als 2-türiges Coupé oder Cabriolet oder als 4-türige Limousine erhältlich. Der größere „L“ hieß „Major Eight“ und es gab ihn als 4-türige fünf- bis siebensitzige Limousine oder als Brougham.
Gemeinsam war beiden Modellen der von Vorgänger übernommene Reihenachtzylinder mit 4169 cm3 Hubraum (Bohrung × Hub = 76,2 mm × 114,3 mm), der bei einer Drehzahl von 3600 min−1 eine Leistung von 101 bhp (75 kW) entwickelte. Auf Wunsch gab es diesen Motor auch mit einer Leistung von 110 bhp (81 kW), was durch eine Anhebung der Verdichtung von 5,8:1 auf 7,1:1 erreicht wurde. Die Motorleistung wurde über eine Einscheiben-Ölbadkupplung und ein Dreiganggetriebe mit Mittelschaltung an die Hinterachse weitergeleitet. Neu war in diesem Jahr der Freilauf.
Im Modelljahr 1934 wurde der Pacemaker durch die Modelle Standard Eight und DeLuxe Eight ersetzt.

### 1939

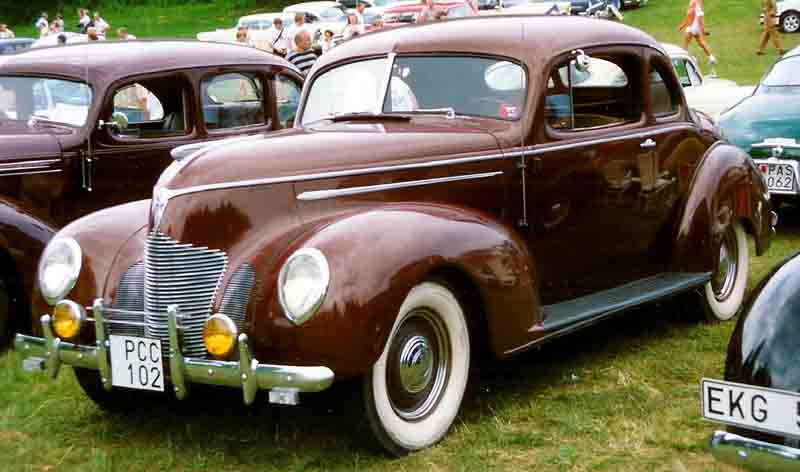
Hudson Pacemaker Coupé Modell 91 (1939)

Im Modelljahr 1939 erschien ein Wagen mit dem Namen Pacemaker als Nachfolger der Terraplane-Modelle des Vorjahres.
Das Modell 91 wurde auf einem Fahrgestell mit 2997 mm Radstand gebaut. Die meist 2-türigen Wagen (es gab auch eine 4-türige Limousine) hatten Torsionsstäbe an der Vorderachse, die für einen verbesserten Geradeauslauf sorgten. Der seitengesteuerte Reihensechszylinder mit 3474 cm3 Hubraum (Bohrung × Hub = 76,2 mm × 127 mm) entwickelte bei 3900 min−1 eine Leistung von 96 bhp (71 kW). Auf Wunsch war auch eine Doppelvergaserversion mit 101 bhp (75 kW) erhältlich. Eine Einscheiben-Ölbadkupplung leitete die Motorleistung zu einem Dreiganggetriebe mit Lenkradschaltung weiter, das die Hinterachse antrieb.
Neben den meist 2-türigen Aufbauten gab es auch eine 4-türige Limousine.
Zusätzlich gab es noch einen besser ausgestatteten Hudson Six (Modell 92) mit gleicher Technik und gleichen Karosserien. Er besaß höherwertige Polsterstoffe und ein Armaturenbrett aus Walnussholz.
Im Folgejahr ersetzte der Hudson Super Six den Pacemaker und den Six.

### 1950–1952

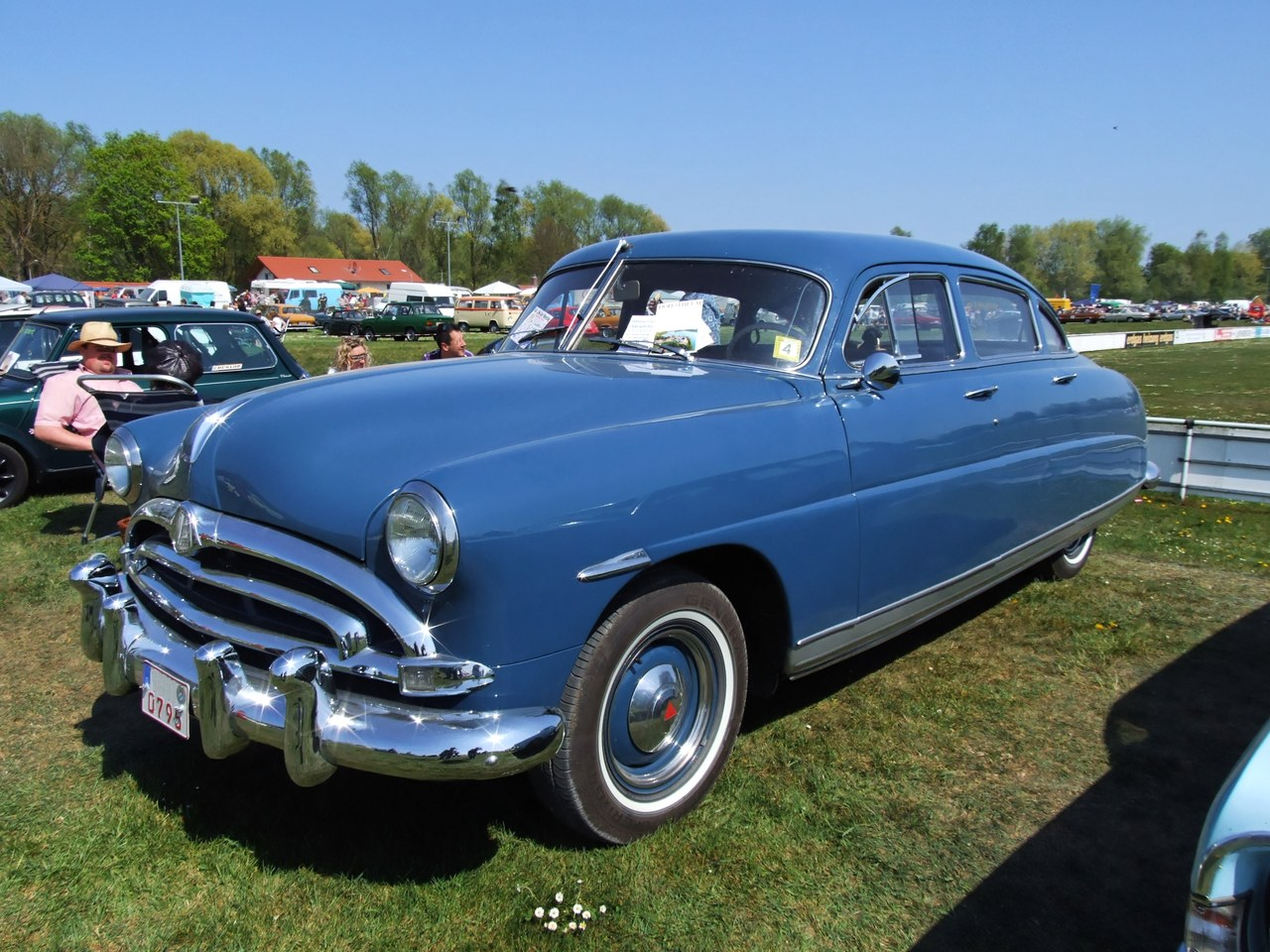
Hudson Pacemaker (1952)

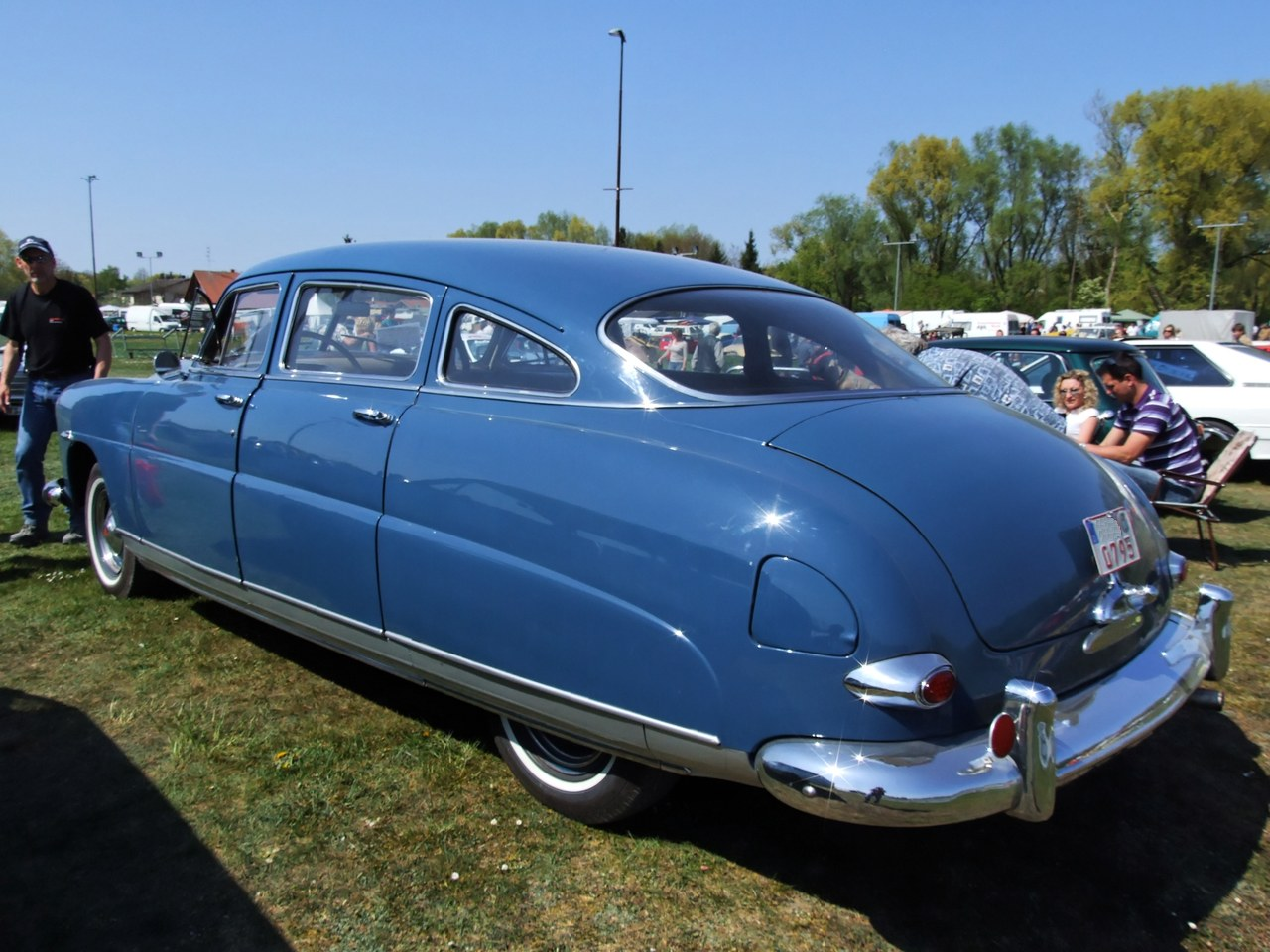
Hudson Pacemaker (1952)

Der Pacemaker des Modelljahres 1950 war eine kleinere Ausgabe der Modelle Super Six und Commodore Six (nicht Commodore Eight). Wie diese besaß er eine stromlinienförmige viertürige Fließheckkarosserie mit abgedeckten hinteren Radausschnitten.
Die Modelle 500 (Standard) und 50A (DeLuxe) wurden auf einem Fahrgestell mit 3023 mm Radstand gebaut, 5" weniger als die anderen Hudson-Modelle dieses Jahres. Die meist 2-türigen Wagen (es gab auch eine 4-türige Limousine) hatten einen seitengesteuerte Reihensechszylinder mit 3802 cm3 Hubraum (Bohrung × Hub = 90,5 mm × 98,4 mm), der bei 4000 min−1 eine Leistung von 112 bhp (82,4 kW) entwickelte.
Wie alle anderen Hudson-Modelle erhielt auch der Pacemaker 1951 den Namenszusatz „Custom“ und einen neuen, oben abgerundeten Kühlergrill. Der Radstand stieg geringfügig auf 3045 mm.
1952 wurden die Wagen etwas einfacher gestaltet und ihnen das Modell Wasp zur Seite gestellt, das mit einem etwas größeren Motor ausgestattet war 4294 cm³ (262 Kubikzoll).
Als der Wasp 1953 den Pacemaker komplett ersetzte, waren in drei Jahren 104.093 Stück entstanden.